# NGC 6239
NGC 6239 este o galaxie situată în constelația Hercule. A fost descoperită în 1788 de către William Herschel. Se află la o distanță de 23,23 de megaparseci de Pământ.